# Sarcophaga hinglungensis
Sarcophaga hinglungensis är en tvåvingeart som först beskrevs av Fan 1964.  Sarcophaga hinglungensis ingår i släktet Sarcophaga och familjen köttflugor. Inga underarter finns listade i Catalogue of Life.